# Qualiticien
Le qualiticien veille dans l'entreprise à l'amélioration permanente de la gestion de la qualité des produits et services.
Dans une vision issue du taylorisme, il travaille à la mise en œuvre et à la gestion du système de management de la qualité selon un référentiel donné. Par exemple, si l'entreprise utilise la norme ISO 9001, il veille à la mise en place de procédures définissant les rôles et responsabilités de chacun pour obtenir la qualité exigée.
Dans le cadre du suivi du Système, il procède à des audits internes, pour vérifier si les règles sont suivies et si les résultats sont conformes.
Il travaille aux contrôles : contrôle en entrée des marchandises, pièces détachées. Contrôles en cours de production des équipements utilisés. Contrôles avant expédition des produits finis.
Il travaille à la maîtrise des fournisseurs : visites des sites de production, vérification des systèmes qualité, mise en place de contrats qualités, gestion des retours de produits défectueux...
Il est, avec le commercial, l'interface privilégié des clients de l'entreprise et son représentant avec lequel il gère les réclamations et met en œuvre des actions correctives ou préventives.
Selon la taille des entreprises, le qualiticien réalise toutes ces opérations, ou il se spécialise, s'il a plusieurs collègues.
La formation typique est une formation technique (technicien, ingénieur) complétée par une formation spécifique à la qualité. Une 
bonne maîtrise des statistiques est souvent nécessaire.
Les qualités humaines requises pour cette activité sont une bonne ténacité liée à un grand sens de l'écoute et de la diplomatie.